# 23. srbska brigada (NOVJ)
Za druge 23. brigade glejte 23. brigada.
23. srbska brigada je bila brigada v sestavi Narodnoosvobodilne vojske in partizanskih odredov Jugoslavije in ki je delovala med drugo svetovno vojno na področju Kraljevine Jugoslavije.

## Organizacija
- štab
- 4x bataljon